# Argyra setipes
Argyra setipes är en tvåvingeart som beskrevs av Van Duzee 1925. Argyra setipes ingår i släktet Argyra och familjen styltflugor. Inga underarter finns listade i Catalogue of Life.